# Joliette (municipio regional de condado)
Joliette (AFI: [ᴣɔljɛt]) es un municipio regional de condado (MRC) de la provincia de Quebec en Canadá ubicado en la región de Lanaudière. La capital y ciudad más poblada es Joliette.

## Geografía

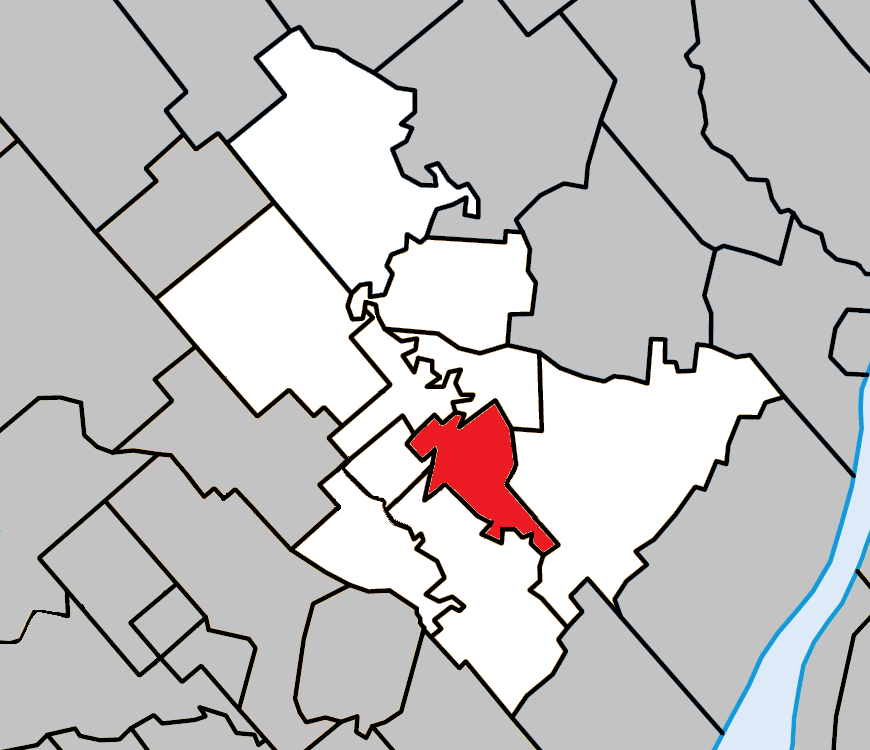
Territorio del MRC de Joliette, en roja la ciudad de Joliette

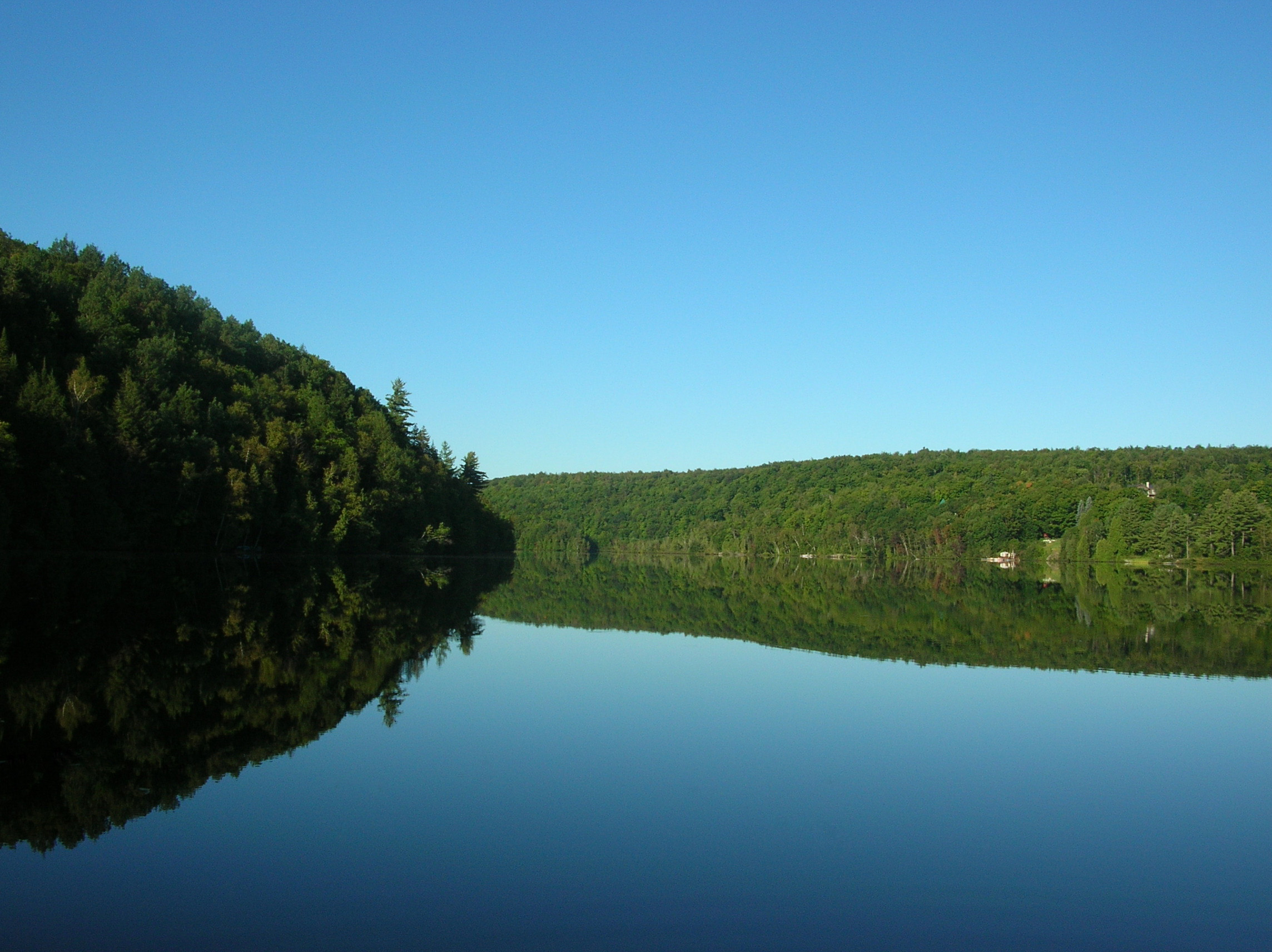
Lago Rocher en Sainte-Mélanie

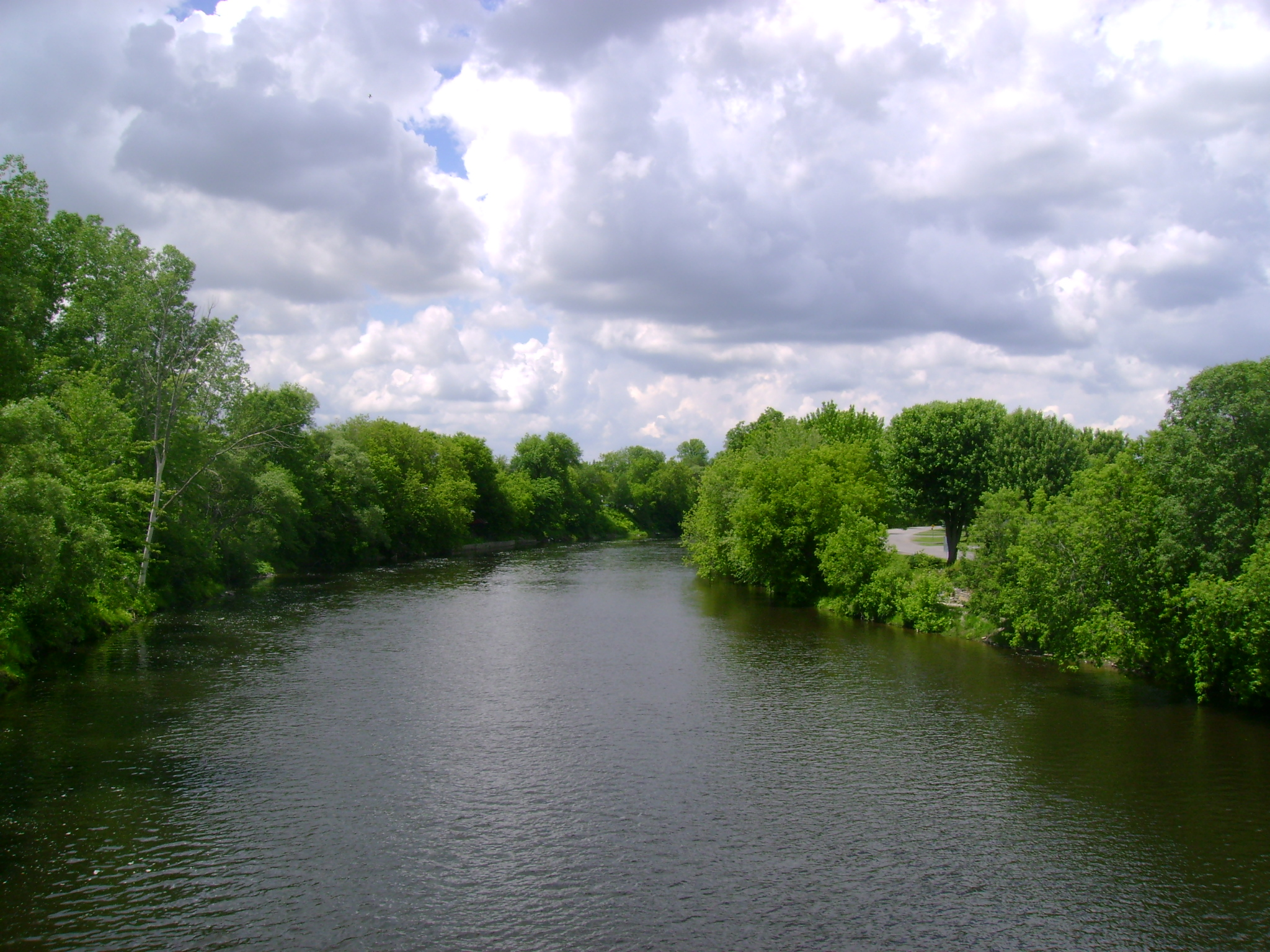
Río L’Assomption

El municipio regional del condado de Joliette está ubicado en la planicie del San Lorenzo. Los MRC limítrofes son D'Autray al norte y al este, L'Assomption al sur, Montcalm al suroeste y Matawinie al oeste y al noroeste. Los ríos L’Assomption y Ouareau bañan el territorio. Tiene una superficie total de 424,33 km² cuyos 418,10 km² son tierra firme.

## Urbanismo

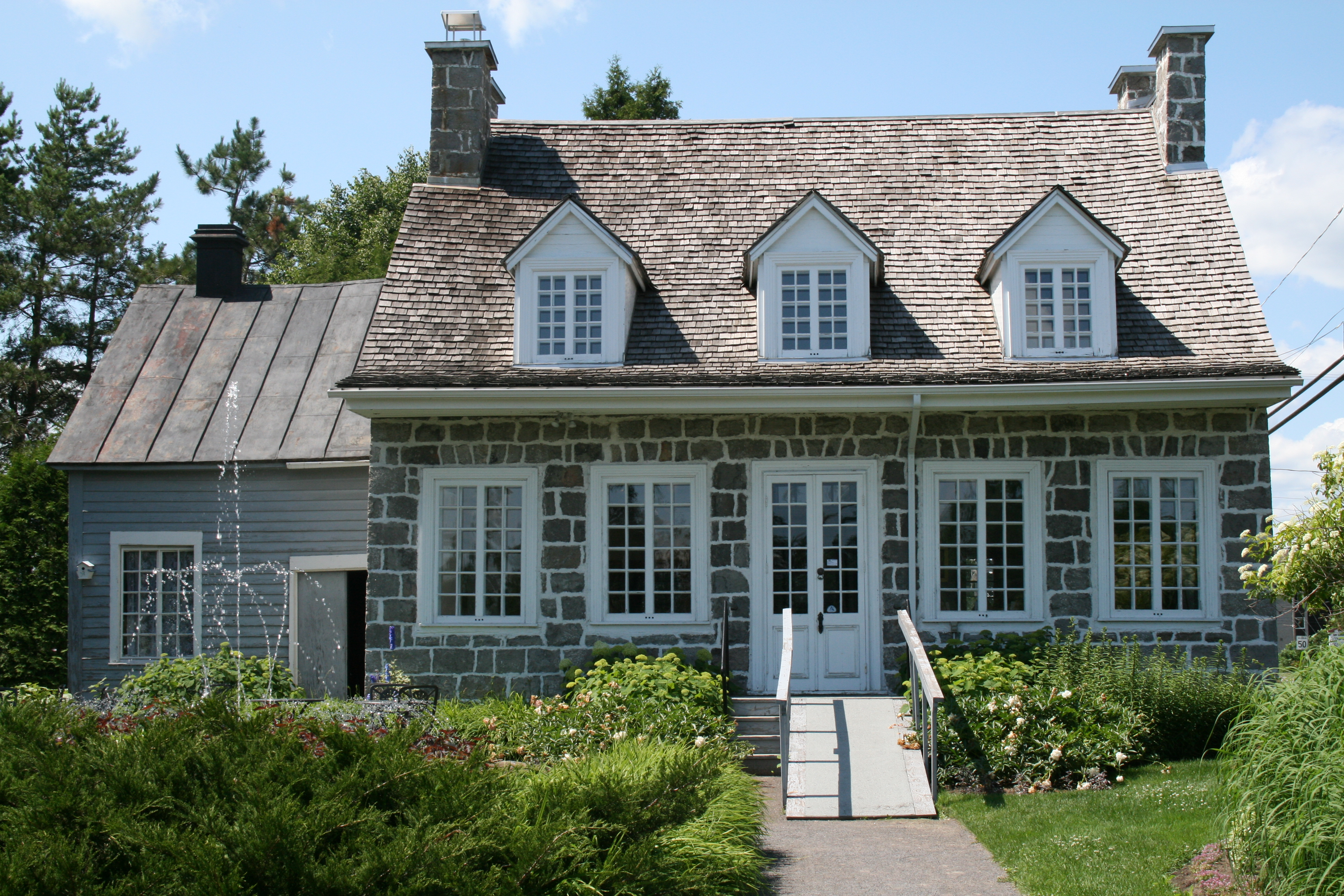
Casa Antoine-Lacombe

El territorio del MRC está ocupado por usos suburbanos y agrícolas. Está atravesado por la Autoroute 31.

## Historia

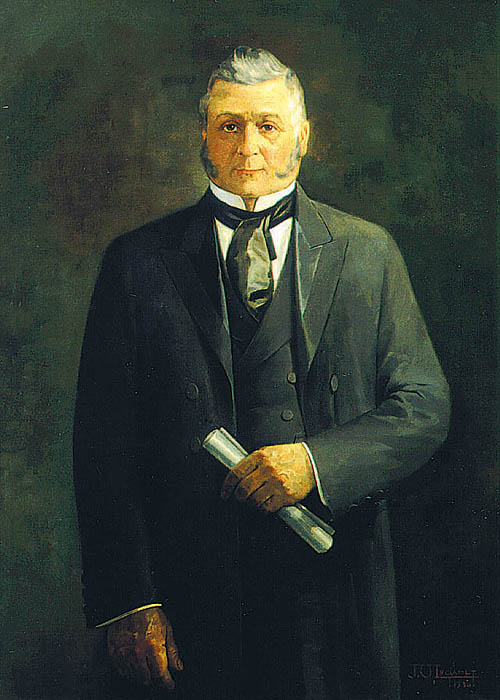
Barthélemy Joliette por Vital Desrochers (hacia 1838)

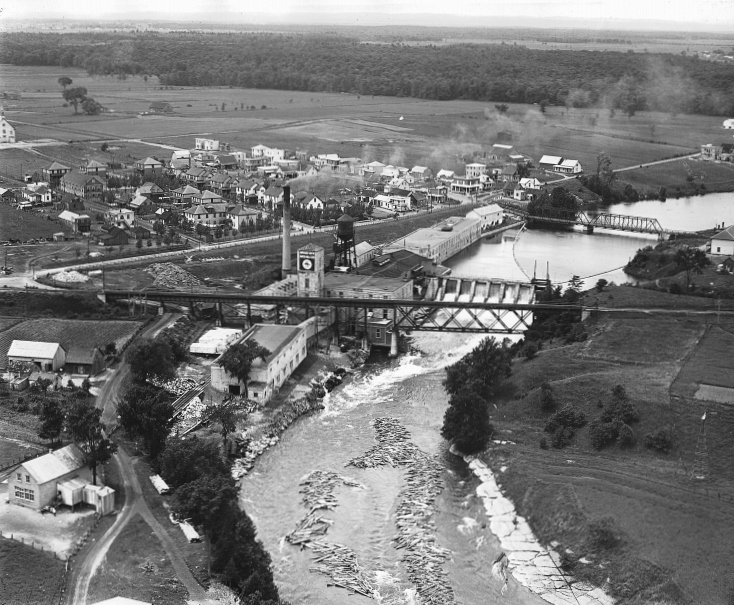
Fábrica Howard Smith en Crabtree hacia 1925

El topónimo del MRC procede del nombre de la ciudad de Joliette que recuerda el fundador de esta ciudad, Barthélemy Joliette (1789-1850), quien implantó un aserradero, un molino de harina y una fundición. Fue la primera persona que escribió su patronímico Joliette antes que Jolliet. El MRC fue creado en 1982 y sucedió al antiguo condado de Joliette.

## Política
El prefecto es André Hénault, alcalde de Saint-Charles-Borromée. El MRC hace parte de las circunscripciones electorales de Joliette a nivel provincial y a nivel federal también.

## Población
Según el Censo de Canadá de 2011, había 63 551 personas residiendo en este MRC con una densidad de población de 151,9 hab./km². La población aumentó de 8,9 % entre 2006 y 2011. El número de inmuebles particulares resultó ser de 29 446 cuyos 28 238 son ocupados por residentes habituales.

## Economía
La economía regional se basa en la industria de transformación, especialmente los neumáticos, papel, vestido, piezas de ferrocarril y cemento, así como en el turismo.

## Componentes
Hay 10 municipios en el territorio del MRC.
| Código | Nombre                    | Tipo      | Fecha de constitución | Área total (km²) | Área agua (km²) | Área tierra (km²) | Población 2013 | Densidad (hab./km²) |
| ------ | ------------------------- | --------- | --------------------- | ---------------- | --------------- | ----------------- | -------------- | ------------------- |
| 61005  | Saint-Paul                | Municipio | 01.07.1855            | 49,91            | 0,88            | 49,03             | 5631           | 114,8               |
| 61013  | Crabtree                  | Municipio | 23.10.1996            | 26,07            | 0,80            | 25,27             | 3997           | 158,2               |
| 61020  | Saint-Pierre              | Pueblo    | 24.04.1922            | 10,12            | 0,20            | 9,92              | 328            | 33,1                |
| 61025  | Joliette                  | Ciudad    | 12.11.1966            | 23,61            | 0,63            | 22,98             | 20 326         | 884,5               |
| 61027  | Saint-Thomas              | Municipio | 01.07.1855            | 94,85            | 0,44            | 94,41             | 3313           | 35,1                |
| 61030  | Notre-Dame-des-Prairies   | Ciudad    | 01.01.1957            | 18,76            | 0,65            | 18,11             | 9430           | 520,7               |
| 61035  | Saint-Charles-Borromée    | Municipio | 01.07.1855            | 18,68            | 0,47            | 18,21             | 13 445         | 738,3               |
| 61040  | Saint-Ambroise-de-Kildare | Parroquia | 01.07.1855            | 67,87            | 0,08            | 67,79             | 3989           | 58,8                |
| 61045  | Notre-Dame-de-Lourdes     | Municipio | 28.10.1925            | 36,11            | 0,54            | 35,57             | 2806           | 78,9                |
| 61050  | Sainte-Mélanie            | Municipio | 01.07.1855            | 78,35            | 1,54            | 76,81             | 2999           | 39,0                |
| 610    | Joliette                  | MRC       | 01.01.1982            | 424,33           | 6,23            | 418,10            | 66 264         | 158,5               |